# Merchandise Mart (métro de Chicago)
Pour les articles homonymes, voir Merchandise Mart (homonymie).
Merchandise Mart est une station aérienne du métro de Chicago sur le tronçon de la North Side Main Line. Ouverte le 1er décembre 1930, elle doit son nom au célèbre Merchandise Mart auquel elle donne un accès direct. 

## Description
Elle fut construite sur le site de l'ancienne station de Kinzie Street fermée en 1920 faute d'une fréquentation suffisante. 
La station fut construite sur une structure en acier surplombant une mezzanine, ses quais en bois sont complètement couverts d’un auvent en étain. 
La station est desservie par la ligne brune et par la ligne mauve (uniquement en heure de pointe), il s’agit de la dernière station avant le Loop en venant de Kimball ou de Linden. 
Depuis sa reconstruction en 1988, la station a reçu un accès direct de la chaussée vers chaque quai via des ascenseurs pour la rendre accessible aux personnes à mobilité réduite. C’est la seule station de la ligne brune qui n’a pas dû subir de transformation durant le grand chantier d’extension des quais commencé en 2006.

## Les correspondances avec lebus
Avec les bus de la Chicago Transit Authority :
- #11 Lincoln/Sedgwick
- #125 Water Tower Express

## Dessertes
| Nord/Ouest            |  |                                    |  | Sud/Est                                      |
| --------------------- |  | ---------------------------------- |  | -------------------------------------------- |
| Chicago vers Kimball  |  | ligne brune                        |  | Washington/Wells vers Kimball via Clark/Lake |
| Chicago vers Linden   |  | ligne mauve (heures de pointe) (d) |  | Clark/Lake vers Linden via Clark/Lake        |
| modifier sur Wikidata |  |                                    |  |                                              |